# De 9 Straatjes

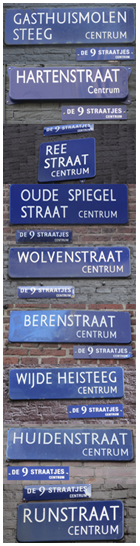
Negen straatnaambordjes van de Negen Straatjes.

De 9 Straatjes (ook wel: De Negen Straatjes) is een winkelgebied in Amsterdam-Centrum. De straatjes verbinden de Prinsengracht, de Keizersgracht, de Herengracht en de Singel met elkaar.

## Geschiedenis
In de jaren 90 besloot een aantal ondernemers om De 9 Straatjes als een gezamenlijk winkelgebied te promoten, als tegenhanger van de Jordaan. Op 12 november 1996 werd de vereniging 'De 9 Straatjes' opgericht. In 1999 werd het als marketingconcept gelanceerd. Sindsdien is het winkelgebied verder ontwikkeld en behoort het tot de toeristische trekpleisters van Amsterdam.
De populariteit van De 9 Straatjes leidde ook tot zorgen over de verschraling van het winkelaanbod, doordat winkelhuurprijzen stegen en vooral grotere winkelketens zich in het gebied vestigden, ten koste van de kleinere zelfstandige winkels.

## Beschrijving
De voor een deel uit de eerste helft van de 17e eeuw stammende bebouwing in dit gebied wordt in het noorden begrensd door de Raadhuisstraat en in het zuiden door de Leidsegracht. Daartussen worden Prinsen-, Keizers-, en Herengracht en het Singel op drie plaatsen gekruist door telkens drie in elkaars verlengde liggende straatjes; de drietallen lopen evenwijdig aan elkaar.
Komend vanaf de Prinsengracht richting Singel en beginnend bij het meest noordelijke drietal, dus van west naar oost en van noord naar zuid, gaat het om de volgende straatjes:
- Reestraat – Hartenstraat – Gasthuismolensteeg
- Berenstraat – Wolvenstraat – Oude Spiegelstraat
- Runstraat – Huidenstraat – Wijde Heisteeg

De namen van de buitenste zes straten herinneren eraan dat in deze buurt vroeger handelaren en ambachtslieden waren gevestigd die werkten met huiden van dieren, zoals reeën, herten, beren en wolven. Run is een woord voor de gemalen eikenschors die voor het leerlooien werd gebruikt. De Oude Spiegelstraat ligt een kleine 700 meter westelijker dan de Nieuwe Spiegelstraat.
De Hazenstraat, die iets verderop ligt tussen Lauriergracht en Elandsgracht, profileert zich sinds 2009 als 10e straatje.

## Filmdecor
Het gebied van de 9 straatjes is het filmdecor geweest van een aantal films waaronder
- Hartenstraat
- Negen straatjes
- Ocean's Twelve

## Fotogalerij

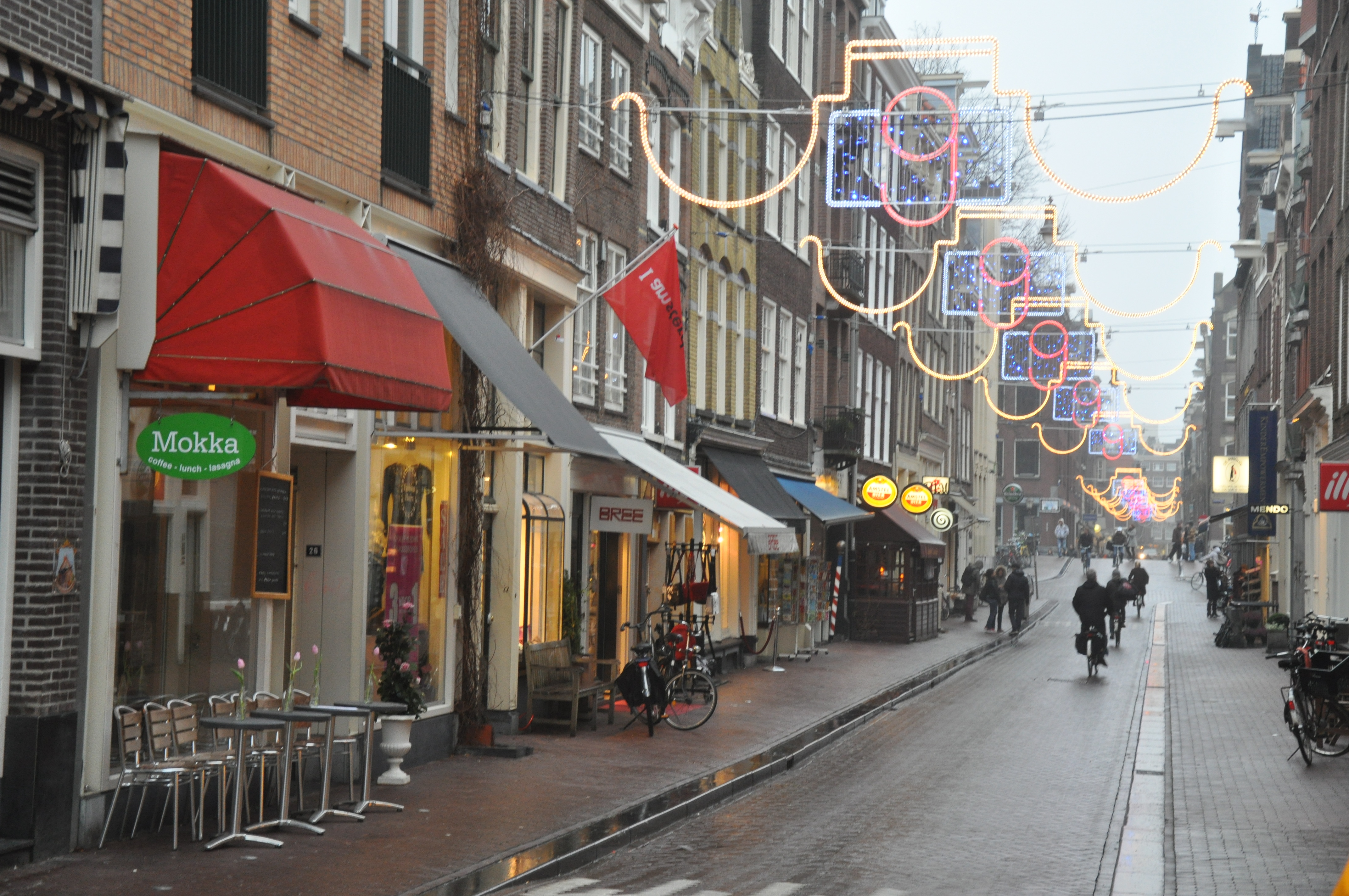
Berenstraat; 2011.
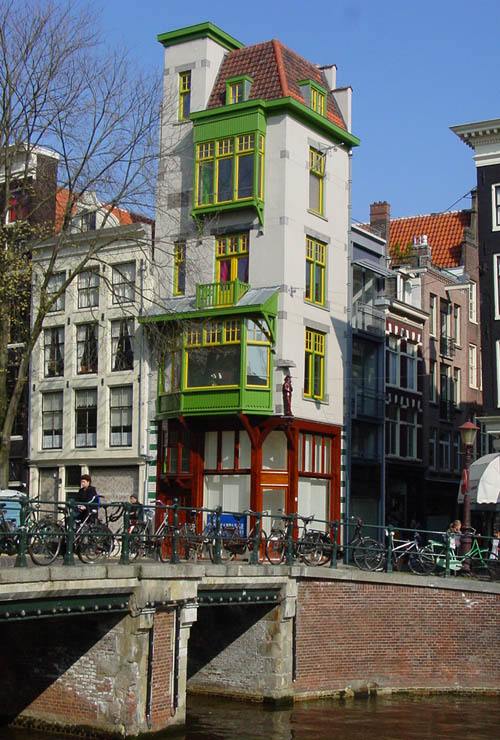
Gasthuismolensteeg / Herengracht; 2007.
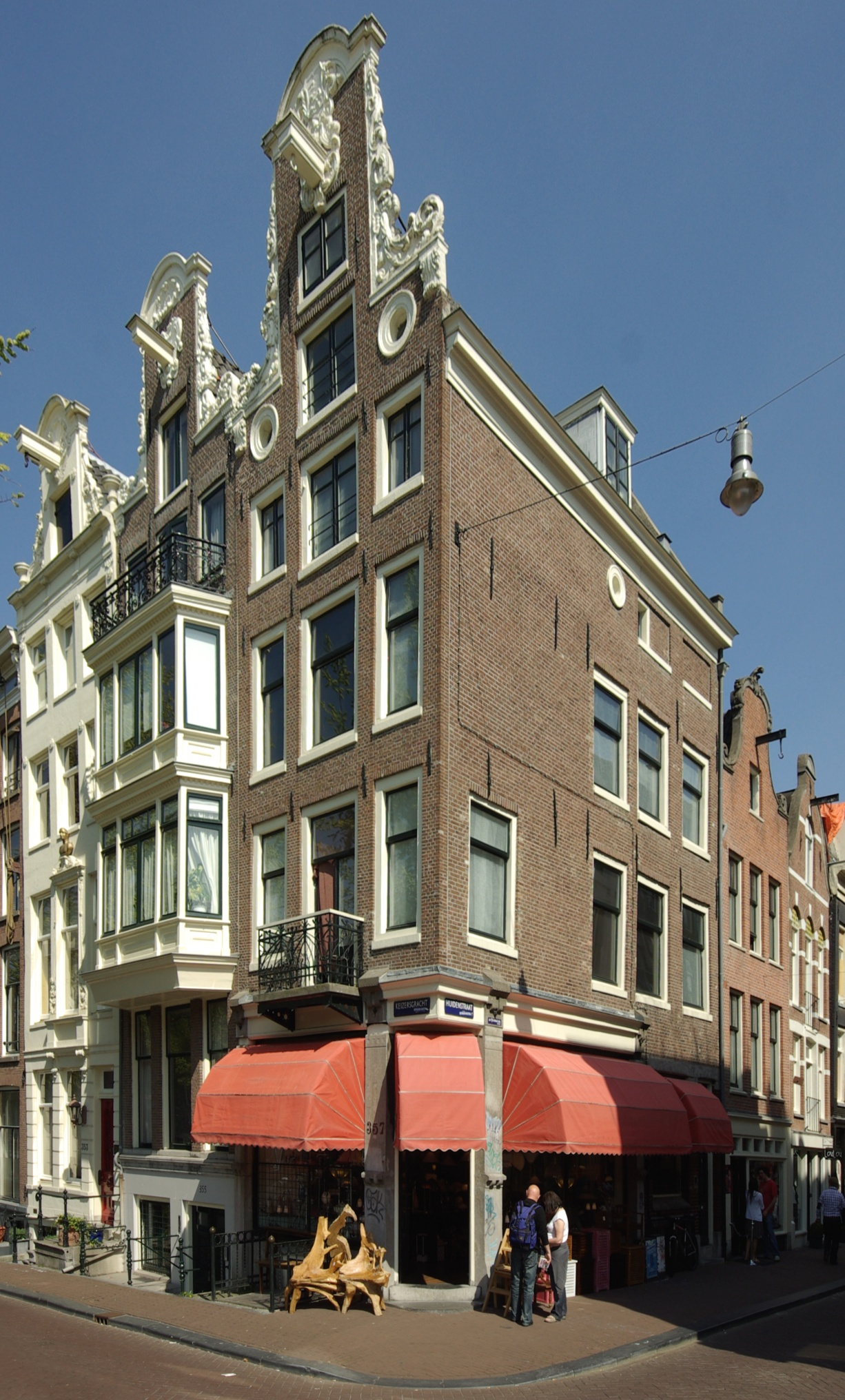
Huidenstraat / Keizersgracht; 2011.
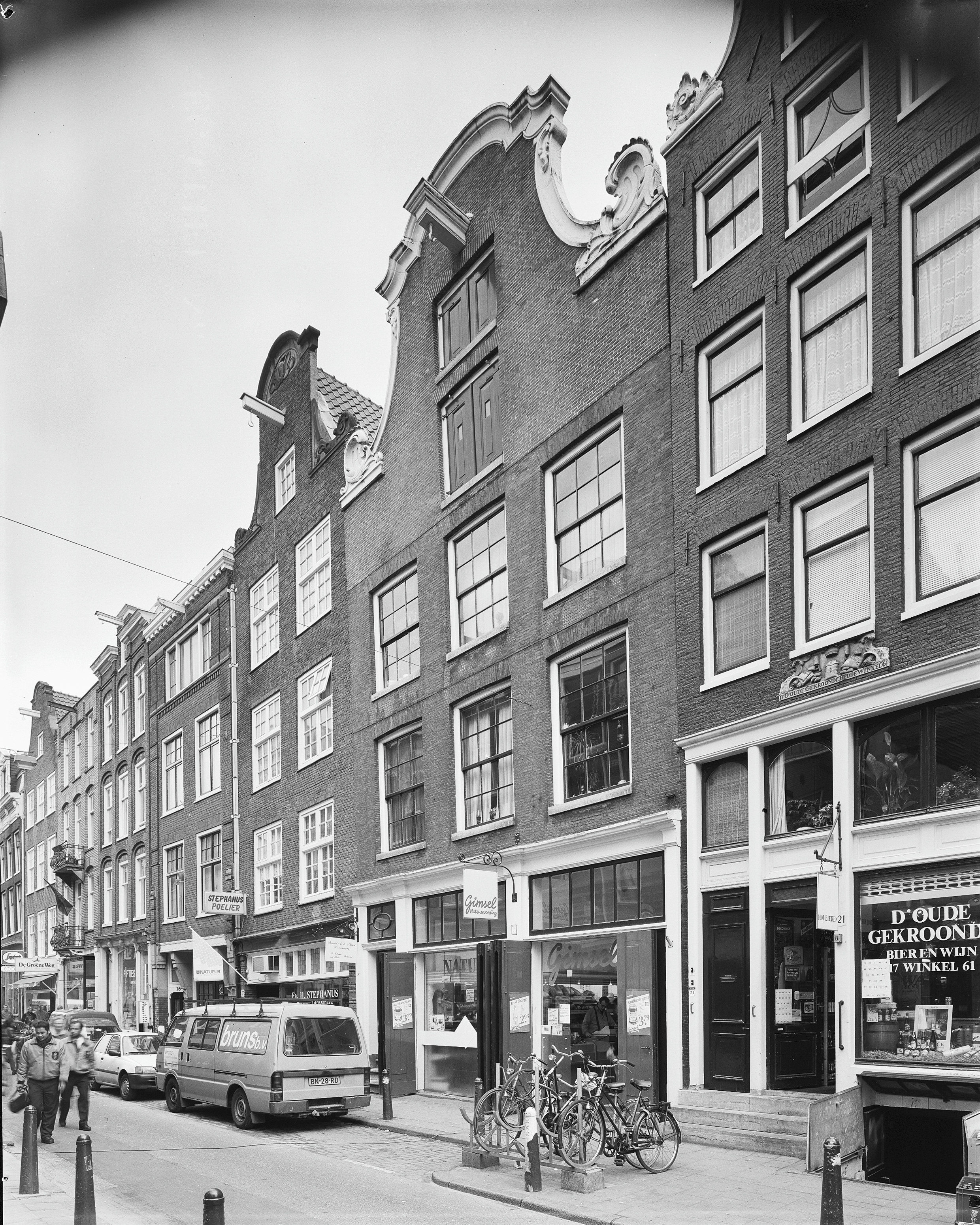
Huidenstraat 15-19; 1994.
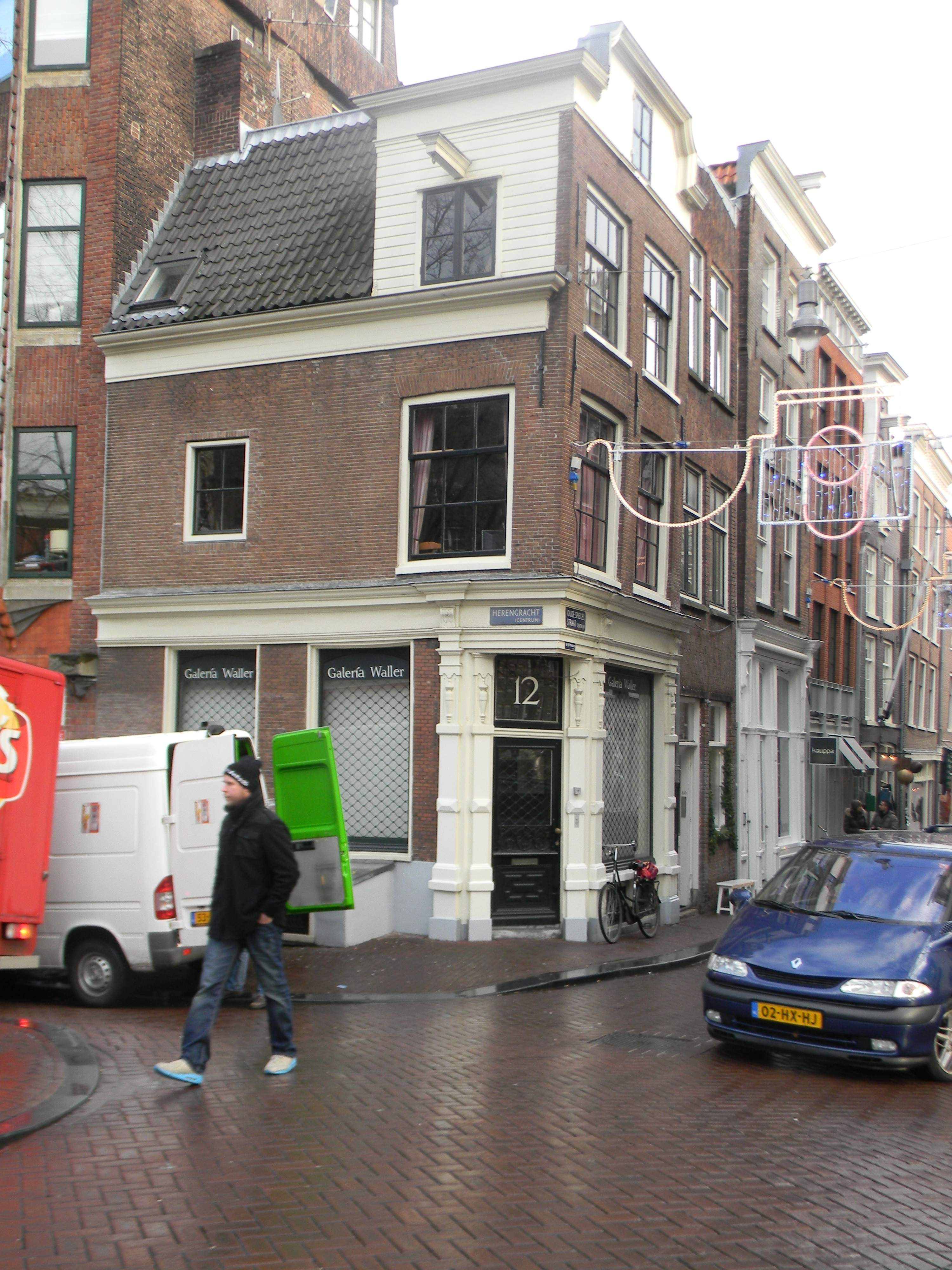
Oude Spiegelstraat / Herengracht; 2010.
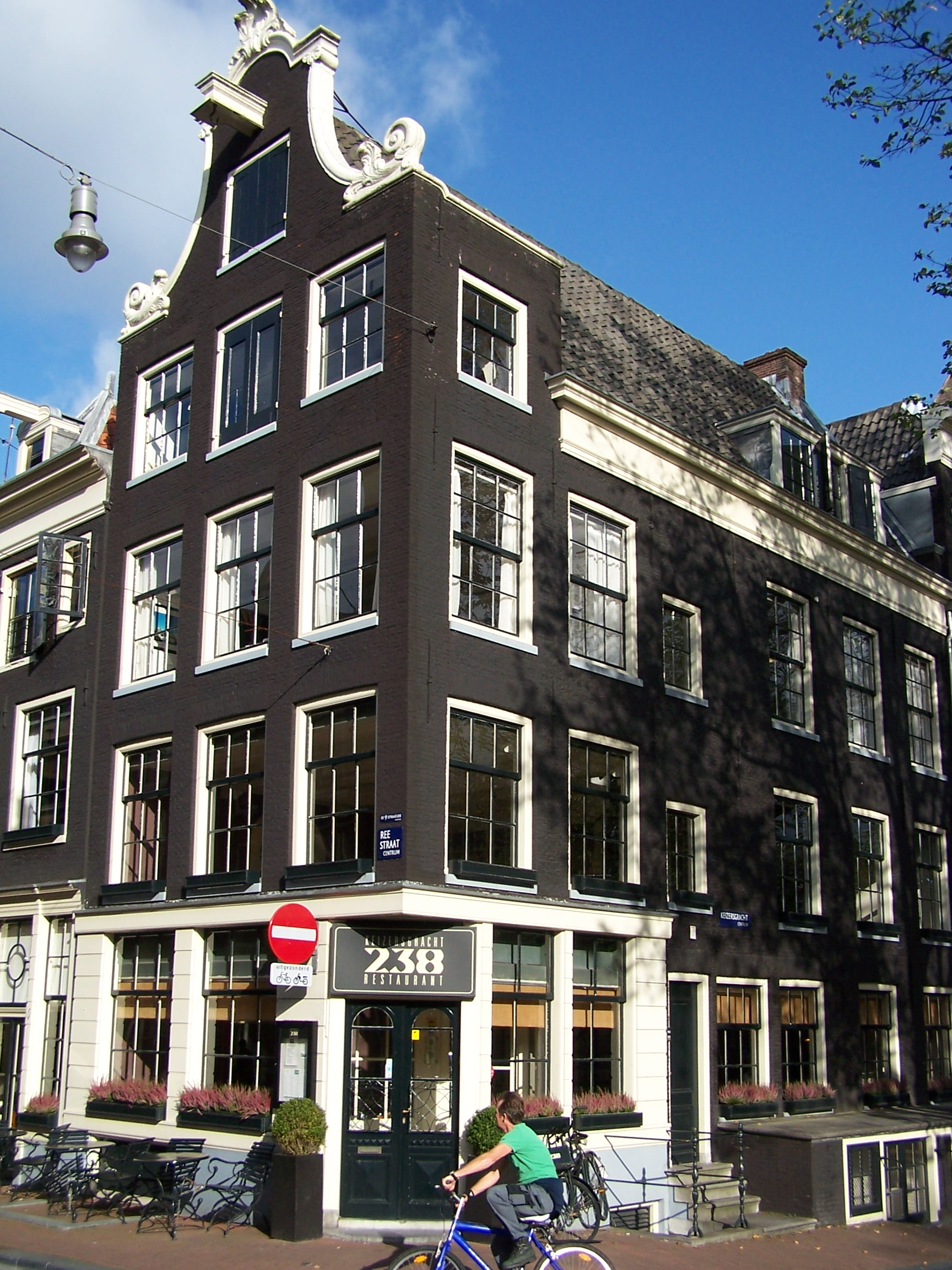
Reestraat / Keizersgracht; 2011.
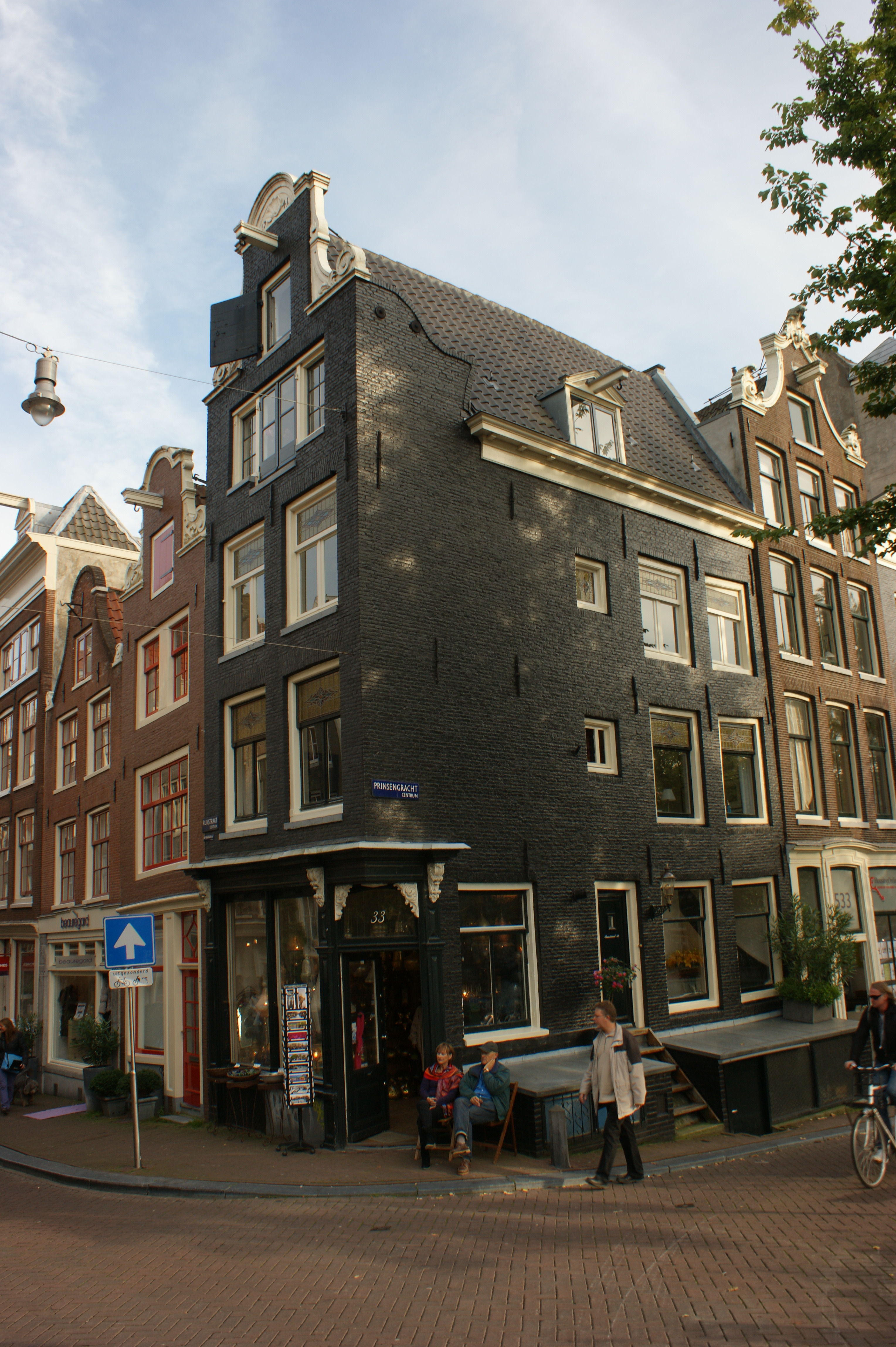
Runstraat / Prinsengracht; 2010.